# Cristiano Silveira
Cristiano Tadeu da Silveira  (São João Del Rei, 26 de maio de 1978) é um político brasileiro. Em 2015, assumiu seu primeiro mandato como deputado estadual na Assembleia Legislativa de Minas Gerais (ALMG). Na ocasião, foi eleito com um total de 46.730 votos, pelo Partido dos Trabalhadores (PT).   
Nas eleições de 2018, foi reeleito com mais de 79 mil votos.

## Biografia
É natural de São João del-Rei, onde inciou sua carreira política. Aos 22 anos foi vereador, sendo o mais jovem político eleito na história da cidade, e ocupou o posto de vice-prefeito do município. 
Em outubro de 2019, Cristiano foi eleito presidente do Diretório Estadual do PT de Minas Gerais (PT-MG), e estará a frente do partido nos próximos 4 anos.